# اندیس آهن آب قلمبه
آهن آب قلمبه یک اندیس فلزی است که در حوالی شهر طاهر آباد استان خراسان قرار دارد و مادهٔ معدنی موجود در آن، آهن است.  